# Chlorocypha consueta
Chlorocypha consueta (лат.) — вид стрекоз из семейства Chlorocyphidae. Африка: Замбия, Зимбабве, Демократическая Республика Конго, Малави, Мозамбик, Танзания. Рассматривается МСОП в статусе Вызывающие наименьшие опасения.

## Описание
Среднего размера металлически блестящие стрекозы. Самцы похожи на C. flammea: (a) голова без синих отметин; (b) по крайней мере, средние и задние голени с передними белыми полосами; (c) брюшко полностью красное; (d) S2 в основном красный с парными чёрными субапикальными отметками, а S3 не чёрный латерально. Однако отличается (1) распространением через западную и южную Танзанию до северной Замбии, Зимбабве и, возможно, северной Южной Африки; (2) лабрум беловатый или бледно-коричневый, с узкой контрастной чёрной границей, а не в основном чёрный с коричневыми пятнами; (3) брюшко розово-красное, а не красно-желтое; (4) чёрные отметины S2 непрерывны между базальной и апикальной границей. В основном ручьи, но также и реки, затенённые галерейным лесом, но иногда и в открытых ландшафтах. Часто с гравийным и/или песчаным дном, мёртвыми стволами или ветвями, и, возможно, погружёнными корнями и грубым детритом. От 300 до 2100 м над уровнем моря, но в основном между 800 и 1500 м.